# Argyrophenga harrisi
Espèce
Argyrophenga harrisi est une espèce de lépidoptères (papillons) de la famille des Nymphalidae et de la sous-famille des Satyrinae. Comme les deux autres espèces du genre Argyrophenga, elle est endémique de Nouvelle-Zélande.

## Nom vernaculaire
Argyrophenga harrisi se nomme en anglais Harris's Tussock ou Nelson Tussock.

## Description

### Papillon
L'imago d'Argyrophenga harrisi est un papillon de taille moyenne. 
Le dessus des ailes est marron terne avec une grande tache postmédiane orange sur chacune des quatre ailes. Cette tache orange contient aux ailes antérieures un ocelle noir doublement pupillé de blanc, et aux ailes postérieures une série d'ocelles postdiscaux noirs pupillés de blanc.
Le revers des ailes antérieures est similaire au dessus, avec un double ocelle dans une grande tache orange. Le revers des ailes postérieures est beige, rayé de lignes gris argenté parallèles aux nervures.

### Chenille
La chenille est verte avec une bande subdorsale blanche.

## Biologie
Les plantes hôtes de la chenille sont des Poa et des Chionochloa, dont Chionochloa flavescens.
L'imago vole de mi-novembre à mi-avril.

## Distribution et biotopes
Argyrophenga harrisi est endémique de Nouvelle-Zélande, où on le trouve uniquement dans le Nord de l'île du Sud, dans les Alpes du Sud, entre 800 et 2 000 mètres d'altitude.

## Systématique
L'espèce Argyrophenga harrisi a été décrite en 1978 par l'entomologiste néo-zélandais Robin C. Craw.